# 가토 제작소
가토 제작소(영어: Kato Works 가토 웍스[*], 일본어: 加藤製作所 카토세이사쿠죠[*])는 일본의 건설 장비 제조 업체로 일본의 건설 장비 제조 업체 중 역사가 가장 오래 되었다.

## 역사
- 1895년 - 개인 사업자가 가토 철공소로 설립.
- 1923년 - 최초로 증기 기관차를 생산.
- 1935년 - 법인으로 전환되어 현재의 사명을 가토제작소로 변경.[1][2]
- 1938년 - 최초로 기중기를 비롯해 트랙터, 로드롤러, 특수 장비 차량 제작을 시작함.
- 1962년 - 주식 시장에 상장함.
- 1998년 - 국제 표준 규격 인증을 ISO9001 취득.
- 2004년 - 대표 이사에 가토 오키미 야스가 취임.
- 2016년 - IHI건설기계주식회사 자회사 편입 주식회사 가토제작소중공업건설장비기계(KATO HICOM)으로 사명 변경.
- 2018년 - 주식회사 가토제작소중공업건설장비기계(KATO HICOM)와 흡수 합병

## 주력 제품
- 건설용 기중기
- 전지형 기중기 - 100톤 ~ 400톤
- 험지형 기중기 - 4.9톤 ~ 80톤
- 트럭 기중기 - 10톤 ~ 500톤
- 굴삭기
- 만능흡입차
- 노면청소차
- 카고크레인
- 미니굴삭기 (KATO HICOM)
- 크롤라크레인 (KATO HICOM)
- 콘크리트 펌프카 (KATO HICOM)
- 컴팩트 트랙 로더 (KATO HICOM)

## 본사 및 공장 현황
- 본사 : 도쿄도 시나가와구 히가시오이 1정목 9-37
- 이바라키공장 : 이바라키현 사시마군 고카마치 모토쿠리하시 5206
- 군마공장 : 군마현 오타시 히가시신마치 823
- 요코하마공장 : 가나가와현 요코하마시 가나자와구 쇼와정 3174

## 해외지사
- 한국총판매 및 A/S센터 : 경기도 광주시 곤지암읍 평촌길 100-9 (주)대산공사,대산T&S
- 중국현지법인 : 중국 장쑤성 쿤산시 저우시진 화양공업원화성남로 8호 가등(중국)공정기계유한공사
- 태국현지법인 : 7/488 Moo 6, Tambol Mabyangporn, Amphur Pluakdaeng, Rayong Province 21140, Thailand.

## 사진

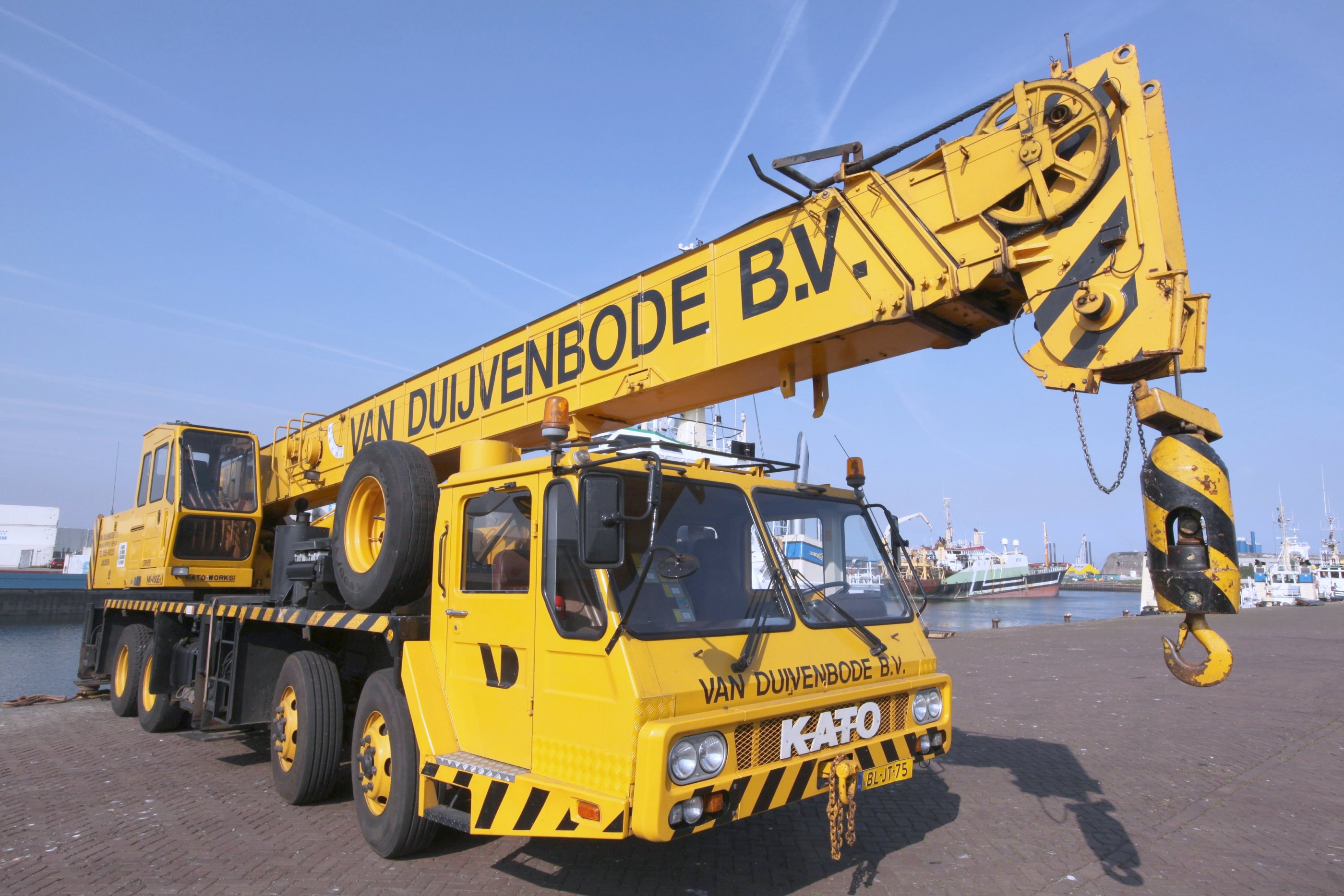
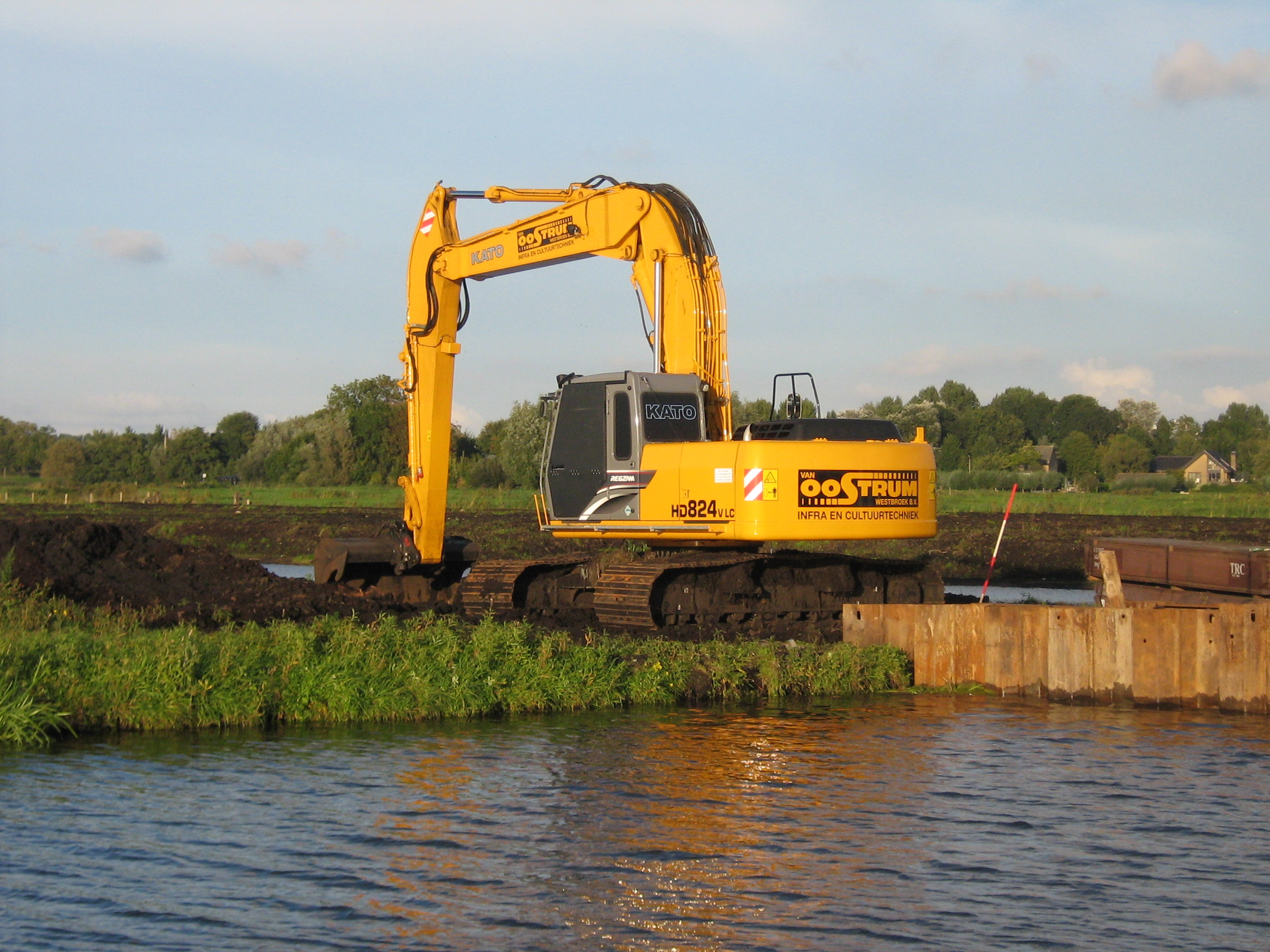
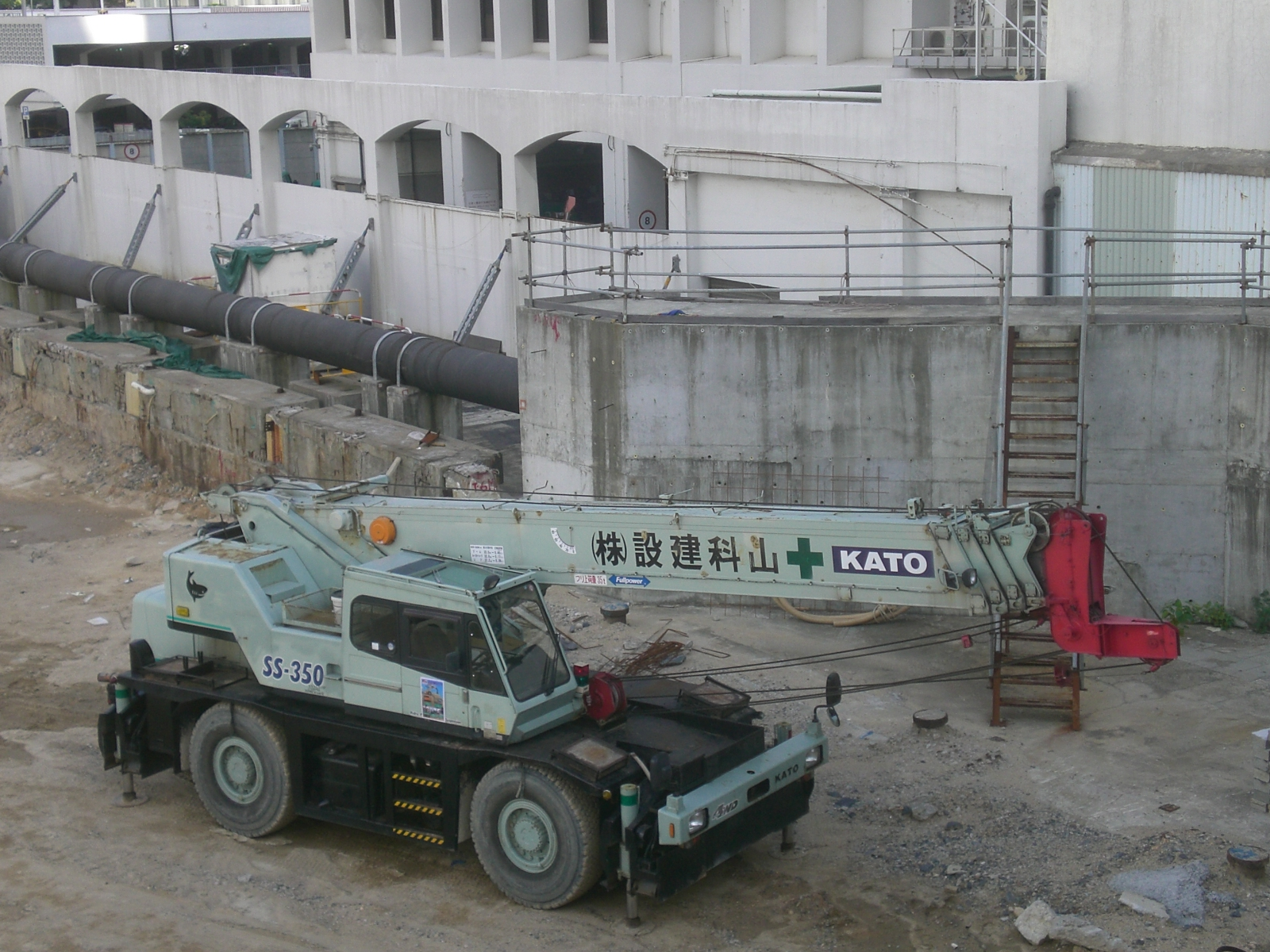
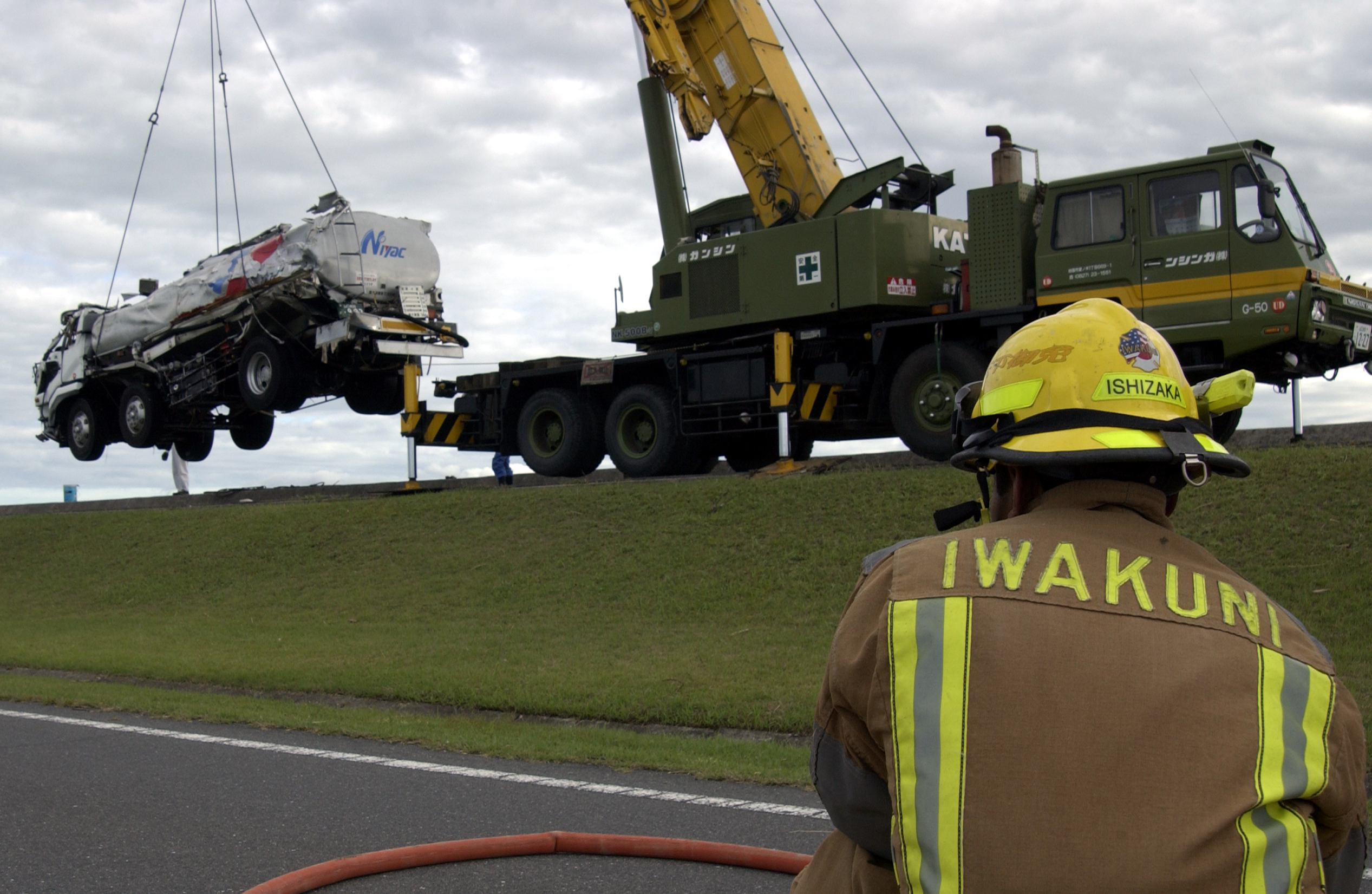
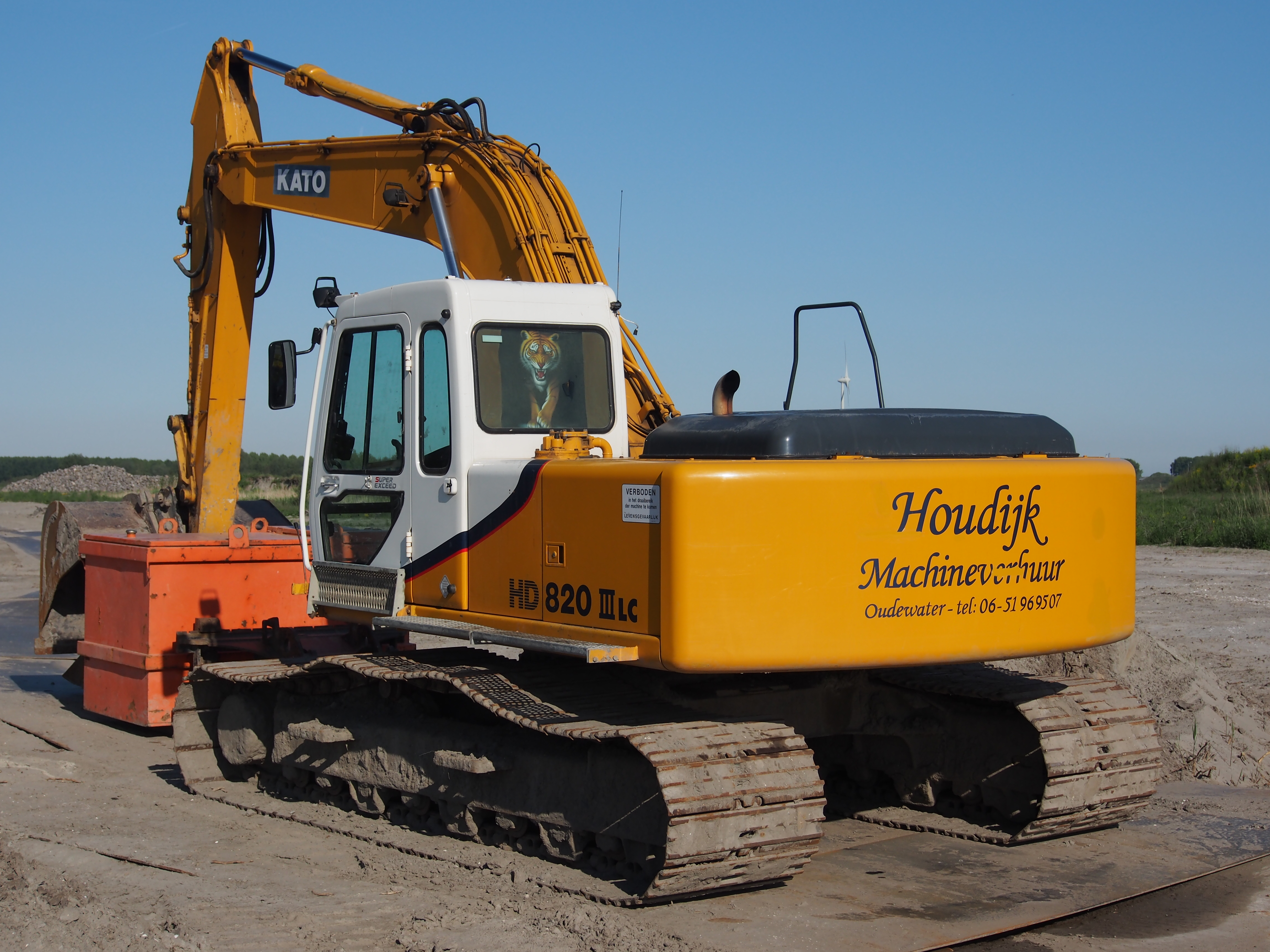